# Saint-Martin-du-Fouilloux, Deux-Sèvres

Saint-Martin-du-Fouilloux este o comună în departamentul Deux-Sèvres, Franța. În 2009 avea o populație de 216 de locuitori.